# Claudia Frank
Claudia Frank es una deportista alemana que compitió en triatlón. Ganó una medalla de bronce en el Campeonato Europeo de Xterra Triatlón de 2006.

## Palmarés internacional
| Campeonato Europeo | Campeonato Europeo | Campeonato Europeo | Campeonato Europeo |
| Año                | Lugar              | Medalla            | Prueba             |
| ------------------ | ------------------ | ------------------ | ------------------ |
| 2006               | Orosei (Italia)    | Medalla de bronce  | Individual         |